# Stepuri, Lubnî
Stepuri (în ucraineană Степурі) este un sat în comuna Ostapivka din raionul Lubnî, regiunea Poltava, Ucraina.

## Demografie
Componența lingvistică a localității Stepuri
     Ucraineană (100%)
Conform recensământului din 2001, toată populația localității Stepuri era vorbitoare de ucraineană (100%).